# یان کلیمنت
یان کلیمنت (چکی: Jan Kliment؛ زادهٔ ۱ سپتامبر ۱۹۹۳) بازیکن فوتبال اهل جمهوری چک است.
از باشگاه‌هایی که در آن بازی کرده‌است می‌توان به باشگاه فوتبال اشتوتگارت و باشگاه فوتبال ویسوا کراکوف اشاره کرد.
وی همچنین در تیم‌های ملی فوتبال زیر ۲۱ سال جمهوری چک و جمهوری چک بازی کرده‌است.